# Graffignana
Graffignana este o comună din provincia Lodi, Italia. În 2011 avea o populație de 2,604 de locuitori.

## Personalități născute în Graffignana
- Luigi Carlo Borromeo (1893 - 1975), episcop romano-catolic al diecezei Pesaro

## Demografie
Graffignana - evoluția demografică

|  | Graficele sunt indisponibile din cauza unor probleme tehnice. Mai multe informații se găsesc la Phabricator și la wiki-ul MediaWiki. |

Date: Recensăminte sau birourile de statistică - grafică realizată de Wikipedia